# Jerry Arnold
Jerry Arnold (* 1940) ist ein US-amerikanischer Rockabilly-Musiker.

## Leben
Jerry Arnold wurde 1940 geboren und gehört damit zu den Rockabilly-Musikern der „jüngeren Generation“. 1956 verschafften ihm seine Eltern einen Plattenvertrag bei Burton Harris’ Label Security Records. Harris erinnerte sich wie folgt daran: “In 1956 the parents of Jerry Arnold came to me wanting to put out a record of their son (and like all parents they felt that he had outstanding talent and possibilities). [But] he had no songs […].” Da Arnold ohne Material da stand, suchte Harris zwei Titel des Country-Musikers und Songschreibers Riley Crabtree aus, mit dem Harris zur damaligen Zeit zusammenarbeitete. Do I Have to Be There und (Don’t Want No) Blondes, Brunettes and Redheads wurden mit lokalen Musikern eingespielt und waren zwei traditionelle Country-Songs.
Ein Jahr später, als Arnold 17 Jahre alt war, tat er sich mit dem ebenfalls 17-jährigen Bob Millsap zusammen, der Arnolds nächsten Stücke schrieb. Zusammen spielten sie mit den Rhythm Captains die Single Race for Time / Let’s Take a Ride in Paul Jamesons Studio in Tyler, Texas, ein. Burton Harris veröffentlichte die Platte im Herbst 1957 auf dem Security-Label; gute Billboard- und Cash-Box-Reviews veranlassten das größere Cameo-Label, die Platte landesweit zu vertreiben.
Ungefähr 1958 machte Arnold auch Aufnahmen für Sun Records aus Memphis, Tennessee, darunter High Classed Baby. Jedoch veröffentlichte Besitzer Sam Phillips keine der aufgenommenen Songs. Stattdessen erschien eine neue Version von High Classed Baby, aufgenommen im Studio des Radiosenders KTBB, bei Security. Diesmal wurde das Label Challenge Records auf Arnold aufmerksam, und Produzent Burton Harris entschied sich, Arnolds Vertrag an Challenge zu verkaufen, da Arnold so bessere Chancen auf Erfolg hatte. Doch ein Charterfolg wollte auch bei Challenge nicht kommen.
1965 erschien eine letzte Platte von Arnold bei MOC Records. Eagle Records gab 1993 eine CD in Deutschland mit Arnolds gesammelten Werken heraus.

## Diskografie

### Singles
| Jahr                    | Titel | Label #         |
| ----------------------- | --- | --------------- |
| 1956                    | Do I Have to Be There / (Don’t Want No) Blondes, Brunettes and Redheads                                   | Security 45-105 |
| 1957                    | Race for Time / Let’s Take a Ride                                                                         | Security 45-106 |
| 1957                    | Race for Time / Let’s Take a Ride                                                                         | Cameo 45-120    |
| 1958                    | High Classed Baby / Girl in the Mist                                                                      | Security 45-107 |
| 1958                    | Little Boy Blue / You Gave Me                                                                             | Challenge 59017 |
| 1965                    | Honey Babe / General Washington, Sir                                                                      | MOC 45-659V     |
| Unveröffentlichte Titel | |                 |
|                         | - Can’t Do Without You - High Classed Baby (alt. Version) - Little Boy Blue (alt. Version) - Slewfoot Sue | Sun             |
|                         | - Blue Moon - Eloise - Love Is Strange - When You Said Goodbye                                            | Security        |
|                         | - Juliet - Three Months to Kill                                                                           | Challenge       |

### Alben
- 1993: Pleasant Jamboree (Eagle)
- 2000: Texas Rockabilly (Security)